# سوسب
سَوْسَب أو مَشْقُوقة الزَّهر (الاسم العلمي: Schizanthus)/ˌskɪˈzænθəs/,، جنس نباتات حولية أو محولة مُزهرة من فصيلة الباذنجانية.
أعطانها الأصلية في تشيلي والأرجنتين. وتوجد في أجزاء أخرى من العالم مثل نيوزيلندا والولايات المتحدة.

## الأنواع
- سوسب مهدب
- سوسب غراهام
- سوسب أبيض